# 3-4X10月
『3-4X10月』（さんたいよんえっくすじゅうがつ）は、1990年の日本映画である。北野武監督第2作。1990年9月15日全国松竹系ほかで公開。日本国外配給に当たっての英語タイトルは"Boiling Point"。
キャッチコピーは『軍団、野放し！』

## 概要
監督北野武として二作目の映画で脚本も本作からたけしが手がけるようになりその後に至る。キャスティングにおいては、渡嘉敷勝男、たけし軍団をメインに据えて、本作ではたけしは脇役で出演している。
興行的には、前作『その男、凶暴につき』がまずまずの成績だったため、邦画系100館以上という規模で公開したが惨敗した。

## ストーリー
草野球チームに所属しているガソリンスタンド店員・雅樹は、ふとしたことから大友組のチンピラと職場で衝突する。チームの監督で元大友組幹部の井口が事態の収拾に動くが、井口は刺され重傷を負い、やがてチームと大友組との抗争に発展する。雅樹はチームメイトとともに沖縄へ拳銃を入手するため旅立つ。沖縄にたどり着いた雅樹と和男はヤクザの上原と玉城と出会う。上原達は組の金を使い込んでしまい組員全員から敵視されており、上原自身も組に反感を抱いていた。翌日、雅樹と和男は上原達と共に駐屯していたアメリカ兵から銃を購入する。上原は銃の半分を雅樹達に残し、去っていった。そして上原達は組の事務所に乗り込み、組員全員一人残らず射殺した。一方、雅樹達は空港で銃を隠しながら帰りの便を待っていた。そこへ玉城が現れ、世話になった礼として大量の金が入ったカバンを渡し帰っていった。だが、そこへ生き残った組員に捕まり、報復として上原と玉城は殺されてしまう。何とか空港の警備を潜り抜き、東京に戻った雅樹達はその足で大友組の事務所へ殴り込むが、逆に返り討ちに遭いボロボロにされてしまう。その夜、雅樹はサヤカと共にガソリンスタンドのタンクローリーを奪い、再び事務所へ向かう。そして、タンクローリーごと事務所に突っ込み、事務所は大爆発する。
…という想像を抱きながら、今日も草野球に励む雅樹の姿があった。

## 出演者
- 雅樹（イーグルス）- 小野昌彦
- サヤカ - 石田ゆり子
- 隆志（イーグルス監督、元大友組幹部）- 井口薫仁
- 和男（イーグルス）- 飯塚実
- 美貴 - 布施絵理
- 朗（イーグルス）- 芦川誠
- 拓也（イーグルス）- 鈴木浩
- 三郎（イーグルス）- 青木隆彦
- 直人（イーグルス）- 松尾憲造
- ハジメ（イーグルス）- 井手博士
- マコト（イーグルス）- 芹沢名人
- ガソリンスタンド店員 - 秋山見学者
- 純代 - 篠原尚子
- 沖縄連合組長 - 豊川悦司
- ガソリンスタンド店長 - 鶴田忍
- 金井（大友組組員）- 小沢仁志
- 野球の審判 - 川口仁
- 風間（大友組組員）- 深見亮介
- バイクの少年 - 花井直考
- 釣り人 - 橘家二三蔵
- 喫茶店のウェイター - 神田龍一
- パチンコ店店員 - 藤浪晴康
- 客（沖縄連合）- ト字たかお
- 大友（大友組組長）- 井川比佐志
- 武藤（大友組幹部）- ベンガル
- 南坂（沖縄連合幹部）- ジョニー大倉
- 玉城（沖縄連合組員）- 渡嘉敷勝男
- 上原（沖縄連合組員）- ビートたけし
- 椎谷建治、坂田祥一朗、所博昭、玉寄兼一郎、渡辺航、芦沢孝子、比嘉ひとみ、竹内康博　ほか

## 作品解説
たけしの作品の中でも独特の作品で具体的な説明もなく淡々と物語が進み、BGMが一切無く、台詞も少ない。

### 「3-4X10月」というタイトルについて
タイトル『3-4X10月』のうち、前半の「3-4X」は劇中の草野球の試合で、"3-4x"と表示されたスコアボードに由来する。「10月」は本来10月に公開予定だったために付加されたが、実際の公開が9月になったため、実質的に意味がなくなってしまった。
後に、ストーリーのクライマックス部分が10月3日から10月4日にかけての出来事と解釈され、フランス向け配給ではタイトルは "Jugatsu"とされた。

### アクシデント
タンクローリーが建物に突入するラストシーンは住宅地の空き地を借りて夜間に行ったが、予想に反して大爆発が発生、その模様は住民によりビデオ撮影され、テレビで流されている。たけしが住民に謝罪する事態となり、このシーンはそのまま採用された。

## 評価
興行的には失敗したものの批評家の評価は高く、批評家の森直人は「目に激しく焼きつく構図が頻出する映像にはドラッギーな幻覚性が満ち、批評家はゴダールや大島渚と頻繁に比較し後に訪れるフランスでの熱狂的評価につながった」という見解を示している。

## 受賞歴
- トリノ国際映画祭・特別賞
- 日本映画監督協会新人賞・奨励賞
- 第64回キネマ旬報ベスト・テン・日本映画第7位
- 第12回ヨコハマ映画祭・日本映画ベストテン第4位

## 映画監督の逆襲
本作の公開直後、たけしが北野武ではなくビートたけしとして司会を務めていたテレビ番組『どーする!?TVタックル』の1990年11月12日放送の回で「映画監督の逆襲」と題して本作を題材に討論が行われた。
出演者は、たけしのほか、大島渚、伊藤俊也、崔洋一、井筒和幸という映画監督の5人と、映画評論家の田山力哉が出演。辛口の映画批評で知られる田山は本作を「『その男、凶暴につき』より毒が薄まっていて面白くない」と評した。
田山以外の映画評論家はビデオ出演で『3-4X10月』についてコメントを語るというものだった。田山は1人で低い位置の被告席に座らされ、高いひな壇に座る5人の映画監督から集中攻撃を受けた。『週刊文春』のテレビコラムを執筆する清野徹に糾弾大会という印象を与えるものであった。